# تایلند در المپیک تابستانی ۲۰۲۴
کاروان المپیکی پادشاهی تایلند،  یکی از کاروان‌های شرکت‌کننده در المپیک تابستانی ۲۰۲۴ بود. این دوره از بازی‌ها از ۲۶ ژوئیه تا ۱۱ اوت ۲۰۲۴ (۵ تا ۲۱ امرداد ۱۴۰۳ خورشیدی) به میزبانی پاریس، پایتخت فرانسه برگزار شد. کاروان تایلند پس از نخستین حضور در سال ۱۹۵۲، در تمامی ادوار به جز المپیک ۱۹۸۰ که به میزبانی مسکو برگزار شد، شرکت کرده‌اند. آنها در آن دوره بخشی از حامیان ایالات‌متحده در تحریم المپیک ۱۹۸۰ بودند.
کاروان تایلند با کسب ۶ مدال (یک مدال طلا، سه نقره و دو برنز) در جایگاه چهل و چهارم رده‌بندی نهایی این دوره از بازی‌ها دست یافتند.

## مدال‌آوران
| مدال | ورزشکار               | ورزش       | رویداد           | تاریخ |
| ---- | --------------------- | ---------- | ---------------- | ----- |
| طلا  | پانیپاک وونگپاتاناکیت | تکواندو    | ۴۹ کیلوگرم زنان  | ۷ اوت |
| نقره | کونلاووت ویتیدسارن    | بدمینتون   | انفرادی مردان    | ۵ اوت |
| نقره | تیراپونگ سیلاچای      | وزنه‌برداری | ۶۱ کیلوگرم مردان | ۷ اوت |
| نقره | ویراپون ویچوما        | وزنه‌برداری | ۷۳ کیلوگرم مردان | ۸ اوت |
| برنز | جانجم سواناپنگ        | بوکس       | کم‌وزن زنان       | ۶ اوت |
| برنز | سورودکانا کامبائو     | وزنه‌برداری | ۴۹ کیلوگرم زنان  | ۷ اوت |

## شرکت‌کنندگان
ورزشکاران کاروان سلطنتی تایلند در ورزش‌های زیر شرکت کردند.
| ورزش             | مردان | زنان | کل |
| ---------------- | ----- | ---- | -- |
| دو و میدانی      | ۱     | ۱    | ۲  |
| بدمینتون         | ۴     | ۵    | ۹  |
| بوکس             | ۳     | ۵    | ۸  |
| دوچرخه‌سواری      | ۳     | ۱    | ۴  |
| سوارکاری         | ۰     | ۱    | ۱  |
| گلف              | ۲     | ۲    | ۴  |
| جودو             | ۱     | ۰    | ۱  |
| پنج‌گاانه مدرن    | ۱     | ۰    | ۱  |
| روئینگ           | ۱     | ۰    | ۱  |
| قایقرانی بادبانی | ۲     | ۲    | ۴  |
| تیراندازی        | ۱     | ۲    | ۳  |
| اسکیت‌برد         | ۰     | ۱    | ۱  |
| شنا              | ۱     | ۱    | ۲  |
| تنیس روی میز     | ۰     | ۳    | ۳  |
| تکواندو          | ۱     | ۲    | ۳  |
| وزنه‌برداری       | ۲     | ۲    | ۴  |
| کل               | ۲۴    | ۲۷   | ۵۱ |